# Barbados nos Jogos Olímpicos de Verão de 1996
Barbados participou dos Jogos Olímpicos de Verão de 1996 em Atlanta, Estados Unidos. A delegação foi composta por 13 desportistas.

## Desempenho

### Atletismo
Masculino
| Atleta           | Evento  | Eliminatórias | Eliminatórias | Quartas-de-final | Quartas-de-final | Semifinais  | Semifinais  | Final       | Final       |
| Atleta           | Evento  | Res.          | Pos.          | Res.             | Pos.             | Res.        | Pos.        | Res.        | Pos.        |
| ---------------- | ------- | ------------- | ------------- | ---------------- | ---------------- | ----------- | ----------- | ----------- | ----------- |
| Obadele Thompson | 100 m   | 10.33         | 1º/bat. 7     | 10.14            | 3º/bat. 3        | 10.16       | 6º/bat. 1   | Não avançou | Não avançou |
| Kirk Cummins     | 100 m   | 10.33         | 3º/bat. 8     | 10.45            | 8º/bat. 4        | Não avançou | Não avançou | Não avançou | Não avançou |
| Obadele Thompson | 200 m   | 20.42         | 2º/bat. 3     | 20.53            | 3º/bat. 1        | 20.32       | 4º/bat. 2   | 20.14       | 4º          |
| Victor Houston   | Decatlo |               |               |                  |                  |             |             | DNF         | DNF         |

Feminino
| Atleta                 | Evento | Eliminatórias | Eliminatórias | Quartas-de-final | Quartas-de-final | Semifinais  | Semifinais  | Final       | Final       |
| Atleta                 | Evento | Res.          | Pos.          | Res.             | Pos.             | Res.        | Pos.        | Res.        | Pos.        |
| ---------------------- | ------ | ------------- | ------------- | ---------------- | ---------------- | ----------- | ----------- | ----------- | ----------- |
| Melissa Straker-Taylor | 400 m  | 52.92         | 6º/bat. 5     | Não avançou      | Não avançou      | Não avançou | Não avançou | Não avançou | Não avançou |

### Boxe
| Atleta        | Peso  | Fase de 32               | Oitavas-de-final       | Quartas-de-final       | Semifinais             | Final                  | Final |
| Atleta        | Peso  | Adversário e resultado   | Adversário e resultado | Adversário e resultado | Adversário e resultado | Adversário e resultado | Pos.  |
| ------------- | ----- | ------------------------ | ---------------------- | ---------------------- | ---------------------- | ---------------------- | ----- |
| John Kelman   | Pena  | HUN J. Nagy D RSC Rd 3   | Não avançou            | Não avançou            | Não avançou            | Não avançou            | =17º  |
| Marcus Thomas | Médio | ALG M. Bahari D RSC Rd 2 | Não avançou            | Não avançou            | Não avançou            | Não avançou            | =17º  |

### Ginástica artística
Masculino
| Atleta           | Evento           | Aparelho | Aparelho | Aparelho | Aparelho | Aparelho | Aparelho | Qualificação | Qualificação | Final       | Final       |
| Atleta           | Evento           | FX       | VT       | PB       | HB       | SR       | PH       | Total        | Pos.         | Total       | Pos.        |
| ---------------- | ---------------- | -------- | -------- | -------- | -------- | -------- | -------- | ------------ | ------------ | ----------- | ----------- |
| Shane de Freitas | Individual geral | 17,275   | 18,650   | 17,525   | 18,000   | 16,650   | 15,275   | 103,375      | 73º          | Não avançou | Não avançou |

### Judô
Masculino
| Atleta       | Categoria | Pos. |
| ------------ | --------- | ---- |
| Andrew Payne | -71 kg    | =21º |

### Natação
Masculino
| Atleta        | Evento       | Eliminatórias | Eliminatórias | Final       | Final       |
| Atleta        | Evento       | Res.          | Pos.          | Res.        | Pos.        |
| ------------- | ------------ | ------------- | ------------- | ----------- | ----------- |
| Nicky Neckles | 100 m costas | 57.91         | 35º           | Não avançou | Não avançou |
| Nicky Neckles | 200 m costas | 2:05.88       | 28º           | Não avançou | Não avançou |

Feminino
| Atleta          | Evento      | Eliminatórias | Eliminatórias | Final         | Final    |
| Atleta          | Evento      | Res.          | Pos.          | Res.          | Pos.     |
| --------------- | ----------- | ------------- | ------------- | ------------- | -------- |
| Leah Martindale | 50 m livre  | 25.76         | 3º/bat. 5     | 25.49         | 5º       |
| Leah Martindale | 100 m livre | 56.13         | 5º/bat. 6     | Final B 56.03 | 4º (12º) |

### Tiro
Masculino
| Atleta          | Evento | Eliminatórias | Eliminatórias | Final       | Final       |
| Atleta          | Evento | Res.          | Pos.          | Res.        | Pos.        |
| --------------- | ------ | ------------- | ------------- | ----------- | ----------- |
| Michael Maskell | Skeet  | 112           | =49º          | Não avançou | Não avançou |

### Vela
| Atleta          | Prova             | Regata | Regata | Regata | Regata | Regata | Regata | Regata | Regata | Regata | Regata | Regata | Pts. | Pos. |
| Atleta          | Prova             | 1      | 2      | 3      | 4      | 5      | 6      | 7      | 8      | 9      | 10     | 11     | Pts. | Pos. |
| --------------- | ----------------- | ------ | ------ | ------ | ------ | ------ | ------ | ------ | ------ | ------ | ------ | ------ | ---- | ---- |
| O'Neal Marshall | Mistral masculino | 45     | 41     | 44     | 37     | 37     | 40     | 23     | 35     | 27     |        |        | 240  | 41º  |
| Rodney Reader   | Laser             | 52     | 47     | 52     | 46     | 52     | DNF    | OCS    | 48     | 54     | 51     | 42     | 444  | 52º  |

Legenda
| Recorde mundial      | Recorde mundial (World record)               |                       | Recorde africano                      | Recorde africano (African) |                                           | Q | Classificado por posição (Qualified) |
| Recorde olímpico     | Recorde olímpico (Olympic record)            | Recorde da América    | Recorde da América (Americas)         | q                          | Classificado por melhor tempo (Qualified) |   |                                      |
| Melhor marca do ano  | Melhor marca do ano (World leading)          | Recorde asiático      | Recorde asiático (Asian)              | DNS                        | Não largou (Did not start)                |   |                                      |
| Recorde nacional     | Recorde nacional (National record)           | Recorde europeu       | Recorde europeu (European)            | DNF                        | Não terminou (Did not finish)             |   |                                      |
| Recorde pessoal      | Recorde pessoal do atleta (Personal best)    | Recorde da Oceania    | Recorde da Oceania (Oceania)          | DSQ / DQ                   | Desclassificado (Disqualified)            |   |                                      |
| Recorde da temporada | Recorde da temporada do atleta (Season best) | Recorde sul-americano | Recorde sul-americano (South America) | NM                         | Sem marca (No mark)                       |   |                                      |

| M   | Regata da Medalha da qual só participam os dez primeiros colocados das regatas anteriores  |  |  | CAN | Regata cancelada |
| BFD | Desclassificado por bandeira preta (Black Flag Disqualified)                               |  |  |     |                  |
| UFD | Desclassificado por bandeira "U" (U Flag Disqualified)                                     |  |  |     |                  |
| OCS | Largada queimada (On the Course Side of the starting line)                                 |  |  |     |                  |
| DNE | Desclassificação sem eliminação (infração a um item do regulamento da prova – Did Not End) |  |  |     |                  |